# یوشیکاتسو هیراگا
یوشیکاتسو هیراگا (انگلیسی: Yoshikatsu Hiraga؛ زادهٔ ۸ اکتبر ۱۹۹۷) بازیکن فوتبال است.